# Discipline Global Mobile
Discipline Global Mobile es una compañía discográfica independiente fundada en 1992 por el miembro del grupo de rock británico  King Crimson: Robert Fripp, en la cual distribuye distintos géneros musicales, pero sobre todo de estilo más vanguardista y más ligado al rock progresivo.
El nombre de la discográfica viene de uno de los álbumes del grupo titulado Discipline, en la cual el logotipo de la discográfica, tiene el diseño de la portada del álbum.

## Algunos artistas de la discográfica
- Adrian Belew
- Andrew Keeling
- Bill Nelson (Be Bop Deluxe)
- Bill Rieflin (R.E.M.)
- Bruford Levin Upper Extremities
- California Guitar Trio
- Earthworks
- Jakko Jakszyk
- Jeffrey Fayman
- John Paul Jones (Led Zeppelin)
- King Crimson
- P.J. Crook
- Peter Hammill (Van der Graaf Generator)
- Robert Fripp
- The League of Gentlemen